# Campaneta (Peter Pan)
Campaneta és una fada que acompanya en Peter Pan en totes les seves aventures. Va vestida amb un vestit verd curt, té una cabellera rossa i recollida en un monyo que li dona un toc més infantil. La Campaneta pot escampar un producte anomenat pols de fada que fa que la gent pugui volar.
La versió animada de Disney és una de les icones comercials més importants de la Walt Disney Company, generalment coneguda com al símbol de la màgia de The Walt Disney Company. Campaneta ha aparegut en anuncis i en els crèdits d'obertura d'alguns programes escampant pols de fada amb la seva vareta, per regar un sentiment màgic sobre diversos altres icones de Disney, com ara el castell de Disneyland que és usat com el logotip de les pel·lícules i DVD de Walt Disney.

## Personatge de la novel·la de Peter Pan
En el llibre i obra original, Campaneta és descrita com una fada reparadora, que arregla olles, teteres i gorres de gla, (definició de tinker en anglès). Encara que a vegades és malcriada i venjativa, altres vegades és servicial i amable amb Peter Pan (per qui aparentment té sentiments romàntics). Els extrems en la seva personalitat i en el seu caràcter són explicats en la història a causa de la seva petita grandària, que fa que només tingui espai per a un sentiment i una emoció alhora. Campaneta, com altres fades en les obres de J.M. Barrie, pot fer que uns altres volin empolvorant-los "pols de fada".
Les fades de la història de J. M. Barrie depenen de la creença, l'atenció i la fe d'uns altres per a sobreviure. En una famosa escena ella està morint, però s'indica que podrà sobreviure si una altra gent creu en les fades. En la novel·la i la pel·lícula de 2003, Peter crida als nens adormits del món perquè creguin en ella. Al final de la novel·la, quan Peter torna a la casa dels Darling (Wendy, John i Michael Darling), al cap d'un any al País de Mai Més, es revela que Campaneta "ja no hi és" ja que "les fades no viuen per molt de temps, però són tan petites que una estona curta els sembla una bona estona." Peter l'ha oblidat. Les adaptacions en pantalla ometen aquesta escena.